# Collegiata di Santa Maria Assunta (Sarnano)
La chiesa di Santa Maria Assunta, conosciuta anche come Santa Maria di Piazza Alta è la chiesa-collegiata che si erge sul punto più alto del centro storico nel comune di Sarnano, in provincia di Macerata e arcidiocesi di Camerino-San Severino Marche; fa parte della vicaria di San Ginesio.

## Storia

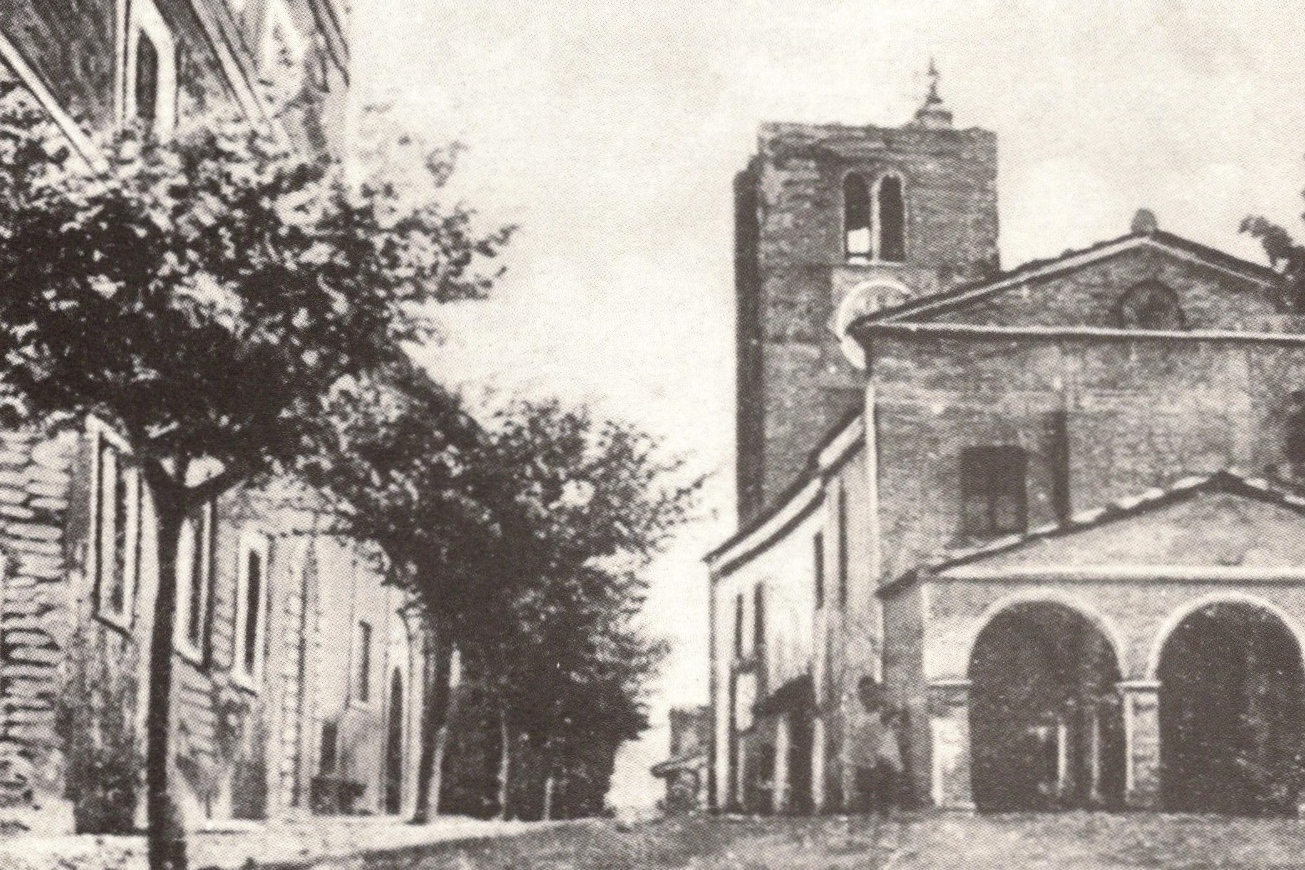
Vista di Piazza Alta, con Palazzo del Popolo (sinistra) e la Collegiata di Santa Maria Assunta (destra), 1930

La chiesa risale al XIII secolo e venne costruita grazie a dei monaci benedettini, stanziati originariamente nell'Abbazia di San Biagio di Piobbico, che vollero costruire un oratorio a Sarnano. Costruita da maestranze locali in laterizio, venne terminata alla fine del XIV secolo, precisamente nel 1398 con l'erezione del campanile e il posizionamento delle campane. Il 23 agosto 1506 venne approvato il nuovo statuto comunale, che condannava tutti coloro che prendevano parte a giochi proibiti nelle chiese, nei chiostri e nelle loro vicinanze all'interno del territorio comunale. Il titolo di Collegiata venne dato alla struttura solo nel 1834 su concessione di Gregorio XVI, dopo la precedente concessione che papa Pio VII donò nel 1818. Durante la seconda guerra mondiale, i materiali in ferro presenti nel territorio comunale vennero trasformasti in materiale bellico e riconvertiti, ma le campane della collegiata e delle altre chiese venne risparmiata.
La chiesa venne restaurata nel dopoguerra dall'ingegnere Mariano Gavasci, che fece buttare giù il portico, restaurò gli affreschi, riaprì l'accesso alla cripta e aggiunse dipinti e vetrate nella zona dell'abside. Colpita dal terremoto del 2016 e del 2017 e vista l'inagibilità strutturale, il 10 novembre dello stesso anno i vigili del fuoco portarono in salvo le opere d'arte su indicazione della Soprintendenza. Ora la collegiata è parzialmente inagibile.

## Descrizione
La facciata della chiesa è a capanna, con un ingresso decorato con cornici e ghiere fortemente decorati. Al di sopra del portone un piccolo tetto sormonta l'ingresso, posto su dei sostegni costruiti a forma di animale. Le figure rappresentate sono figure religiose. Internamente la chiesa presenta una sola navata, dove sulla sinistra sono presenti tre cappelline. Al disotto del presbiterio, è presente la cripta del XIII secolo, la prima costruzione della chiesa, collegata con la parte superiore attraverso delle scalinate poste in prossimità dell'altare. 

All'interno della chiesa sono presenti numerosi affreschi e dipinti di numerosi artisti, tra cui Lorenzo d’Alessandro, Paolo Bontulli, Pietro Alemanno, Giovanni Angelo d'Antonio e di Nicolò Alunno.

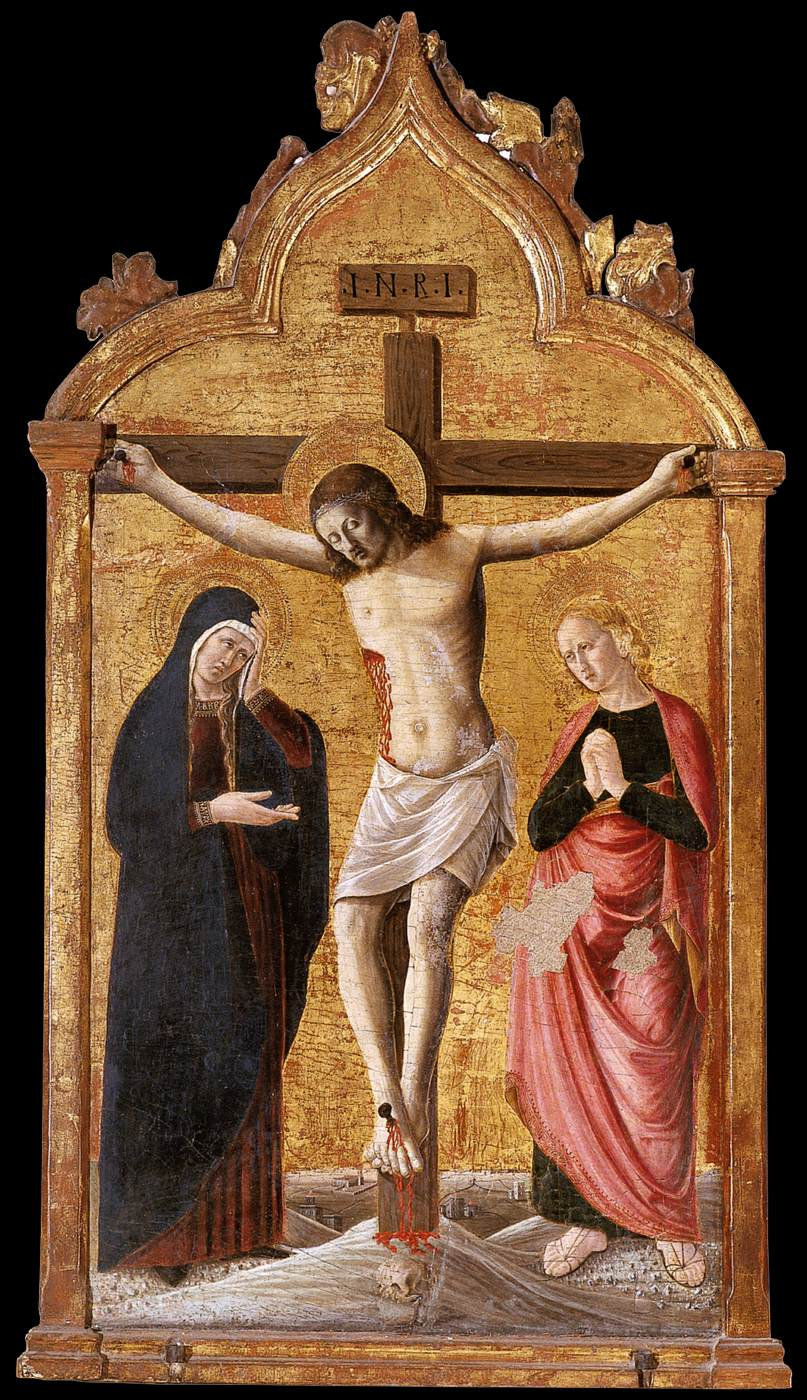
La crocifissione, Giovanni Angelo D’Antonio